# Aleucanitis inepta
Aleucanitis inepta är en fjärilsart som beskrevs av Butler 1881. Aleucanitis inepta ingår i släktet Aleucanitis och familjen nattflyn. Inga underarter finns listade i Catalogue of Life.